# Первіс Шорт
Первіс Шорт (англ. Purvis Short, нар. 2 липня 1957, Гаттісбург, Міссіссіппі, США) — американський професіональний баскетболіст, що грав на позиції легкого форварда за декілька команд НБА. Молодший брат баскетболіста Джіна Шорта.

## Ігрова кар'єра
На університетському рівні грав за команду Джексон Стейт (1974—1978). 1977 та 1978 року визнавався найкращим баскетболістом року конференції SWAC. По закінченню студентської кар'єри був найрезультативнішим гравцем команди в її історії.
1978 року був обраний у першому раунді драфту НБА під загальним 5-м номером командою «Голден-Стейт Ворріорс». Захищав кольори команди з Окленда протягом наступних 9 сезонів. 17 листопада 1984 року провів найрезультативніший матч у кар'єрі, набравши 59 очок у грі проти «Нью-Джерсі Нетс».
З 1987 по 1989 рік грав у складі «Х'юстон Рокетс», куди був обміняний на Дейва Фейтла.
1989 року перейшов до «Нью-Джерсі Нетс», у складі якої провів наступний сезон своєї кар'єри.
Останньою ж командою в кар'єрі гравця стала «Хапоель» (Тель-Авів) з Ізраїля, до складу якої він приєднався 1991 року і за яку відіграв один сезон.

## Статистика виступів в НБА

### Регулярний сезон
| Сезон             | Команда                 | GP  | GS  | MPG  | FG%  | 3P%  | FT%  | RPG | APG | SPG | BPG | PPG  |
| ----------------- | ----------------------- | --- | --- | ---- | ---- | ---- | ---- | --- | --- | --- | --- | ---- |
| 1978–79           | «Голден-Стейт Ворріорс» | 75  | –   | 22.7 | .479 | –    | .671 | 4.6 | 1.3 | 0.7 | 0.2 | 10.6 |
| 1979–80           | «Голден-Стейт Ворріорс» | 62  | –   | 26.4 | .503 | .000 | .812 | 5.1 | 2.0 | 1.0 | 0.1 | 17.0 |
| 1980–81           | «Голден-Стейт Ворріорс» | 79  | –   | 29.2 | .475 | .176 | .820 | 4.9 | 3.2 | 1.0 | 0.2 | 16.1 |
| 1981–82           | «Голден-Стейт Ворріорс» | 76  | 8   | 23.4 | .488 | .214 | .801 | 3.5 | 2.8 | 0.9 | 0.1 | 14.4 |
| 1982–83           | «Голден-Стейт Ворріорс» | 67  | 57  | 35.8 | .487 | .267 | .828 | 5.3 | 3.4 | 1.4 | 0.2 | 21.4 |
| 1983–84           | «Голден-Стейт Ворріорс» | 79  | 76  | 37.3 | .473 | .306 | .793 | 5.5 | 3.1 | 1.3 | 0.1 | 22.8 |
| 1984–85           | «Голден-Стейт Ворріорс» | 78  | 77  | 39.5 | .460 | .313 | .817 | 5.1 | 3.0 | 1.5 | 0.3 | 28.0 |
| 1985–86           | «Голден-Стейт Ворріорс» | 64  | 63  | 37.9 | .482 | .306 | .865 | 5.1 | 3.7 | 1.4 | 0.3 | 25.5 |
| 1986–87           | «Голден-Стейт Ворріорс» | 34  | 15  | 27.9 | .479 | .235 | .856 | 4.0 | 2.5 | 1.3 | 0.2 | 18.3 |
| 1987–88           | «Х'юстон Рокетс»        | 81  | 11  | 24.1 | .481 | .238 | .858 | 2.7 | 2.0 | 0.7 | 0.2 | 14.3 |
| 1988–89           | «Х'юстон Рокетс»        | 65  | 16  | 17.8 | .413 | .273 | .865 | 2.8 | 1.6 | 0.7 | 0.2 | 7.4  |
| 1989–90           | «Нью-Джерсі Нетс»       | 82  | 24  | 27.0 | .455 | .286 | .835 | 3.0 | 1.8 | 0.8 | 0.2 | 13.1 |
| Усього за кар'єру | Усього за кар'єру       | 842 | 347 | 29.2 | .474 | .282 | .824 | 4.3 | 2.5 | 1.0 | 0.2 | 17.3 |

### Плей-оф
| Сезон             | Команда                 | GP | GS | MPG  | FG%  | 3P%  | FT%   | RPG | APG | SPG | BPG | PPG  |
| ----------------- | ----------------------- | -- | -- | ---- | ---- | ---- | ----- | --- | --- | --- | --- | ---- |
| 1987              | «Голден-Стейт Ворріорс» | 10 | 2  | 25.3 | .463 | .000 | .889  | 3.3 | 2.7 | 1.2 | 0.2 | 14.6 |
| 1988              | «Х'юстон Рокетс»        | 4  | 0  | 17.8 | .269 | .000 | 1.000 | 2.3 | 0.3 | 0.3 | 0.0 | 5.5  |
| 1989              | «Х'юстон Рокетс»        | 4  | 0  | 9.3  | .381 | .000 | .600  | 2.3 | 0.3 | 0.0 | 0.0 | 4.8  |
| Усього за кар'єру | Усього за кар'єру       | 18 | 2  | 20.1 | .424 | .000 | .878  | 2.8 | 1.6 | 0.7 | 0.1 | 10.4 |